# Perdita colei
Perdita colei är en biart som beskrevs av Timberlake 1962. Perdita colei ingår i släktet Perdita och familjen grävbin. Inga underarter finns listade i Catalogue of Life.